# Eilica myrmecophila
Eilica myrmecophila är en spindelart som först beskrevs av Simon 1903.  Eilica myrmecophila ingår i släktet Eilica och familjen plattbuksspindlar. Inga underarter finns listade i Catalogue of Life.